# Michael Blaszczyk
Michael Blaszczyk (* 1959 in Duisburg) ist ein deutscher Maler und Zeichner.

## Leben
Der als Sohn ostpreußischer beziehungsweise oberschlesischer Eltern 1959 in Duisburg geborene Michael Blaszczyk beteiligte sich schon vor der Beendigung seiner schulischen Laufbahn seit 1975 an Ausstellungen und Kunstwettbewerben und absolvierte 1980 das Abitur am Dinslakener Theodor-Heuss-Gymnasium. Im gleichen Jahr nahm er das Studium der Kunst, Kunstgeschichte, der Geschichte und der Archäologie an der Europäischen Kunstakademie und der Universität in Trier auf und erhielt von 1986 bis zum Abschluss seines Studiums 1987 ein Stipendium der Europäischen Kunstakademie.
Während seiner künstlerischen Ausbildung war Blaszczyk an Ausstellungen und Wettbewerbsbeteiligungen, unter anderem 1982 an der Europäischen Kunstakademie in Trier, 1983 an der Universität der Künste in Berlin und 1984 im Düsseldorfer Museum kunst palast, beteiligt. 1984 wurde er mit dem Kunstpreis der Rheinischen Post ausgezeichnet. Von 1987 bis 1989 leistete Blaszczyk Zivildienst an dem Universitätsklinikum des Saarlandes in Homburg und beteiligte sich vermehrt an Ausstellungen in Trier und am Niederrhein sowie unter anderem 1988 und 1989 am Theatre Municipal in Luxemburg.
Seit 1989 als freischaffender Künstler tätig, beteiligte sich Blaszczyk 1990 und 1991 an der „5th“ und der „6th Annual International Exhibition of Miniature Art“ im Convention Center in Toronto sowie 1993 und 1994 abermals in Luxemburg. Nach Einrichtung des Ateliers Tor 1 in Alpen 1995 verlagerte sich Blaszczyks Ausstellungstätigkeit vermehrt an den Niederrhein, insbesondere nach Alpen, Dinslaken und Xanten, wo er sich 1999 auch niederließ. Nach Ausstellungsbeteiligungen in der Duisburger Cubus Kunsthalle, im Kulturpalast in Sofia sowie im Kulturpark Kesselhaus in Stuttgart 2004 war bis Ende 2005 auch ein Werk Blaszczyks in der Virtuellen Galerie des Auswärtigen Amtes zu sehen. Seit 2004/2005 widmet er sich verstärkt der künstlerischen Projektarbeit. Von 2006 bis 2010 kuratierte er die „Offenen Ateliers“ und die „Große Jahresausstellung“ für den Verein Stadtkultur Xanten e. V. 2010 fand sein Projekt „Raum zum Aufwärmen“ für die Local Heroes Woche der Europäischen Kulturhauptstadt RUHR 2010 in Xanten große Aufmerksamkeit. Im gleichen Jahr koordinierte er die Herausgabe des ersten Imageflyers für den Verein Stadtkultur Xanten e. V. Seit 2011 leitet Michael Blaszczyk die Galerie im DreiGiebelHaus in Xanten, die sich im Gebäude des ehemaligen Regionalmuseums neben dem Dom zu Xanten befindet. 2013 verlieh das Ministerium für Familie, Jugend, Kultur und Sport des Landes NRW Michael Blaszczyk den Preis „Auf dem Weg zum Jugendkulturland NRW“ für das Projekt „working gallery – Schneewittchen mal anders“, das er in Zusammenarbeit mit der Marienschule Xanten und der Galerie im DreiGiebelHaus im selben Jahr durchführte.
Daneben ist Blaszczyk Mitglied des Kulturkreis Dinslaken, der Gesellschaft für Bildende Kunst und des Förderkreis Europäische Kunstakademie in Trier sowie im Verein Stadtkultur Xanten (seit 2007 Mitglied im Vorstand).